# Giling (Gunungwungkal)
Giling is een bestuurslaag in het regentschap Pati van de provincie Midden-Java, Indonesië. Giling telt 3554 inwoners (volkstelling 2010).